# 瑞訥河
瑞訥河（法語：Juine，法語發音：[ʒɥin]）是法國的河流，屬於埃松河的左支流，河道全長53公里，發源自瑞讷河畔欧特吕，流經中央-盧瓦爾河谷大區和法蘭西島大區，河口處在埃松河畔巴朗库尔。

## 外部連結
- http://www.geoportail.fr （页面存档备份，存于）
- Sandre数据库中的瑞訥河